# Championnat du Portugal de football 2021-2022
Navigation
Saison 2020-2021 Saison 2022-2023
Le Championnat du Portugal de football 2021-2022, ou Liga Portugal Bwin 2021-2022, est la 88e édition du championnat du Portugal de football.
Le Sporting CP remet son titre en jeu. La saison est remportée par le FC Porto.

## Organisation de la compétition
Dix-huit équipes s'affrontent selon le principe des matches aller et retour, au fil de trente-quatre journées. Les quinze équipes les mieux classées de la saison précédente composent l'élite du football portugais. Elles sont rejointes par les trois équipes promues de la Liga Pro 2020-2021.
À l'issue de la saison, six places qualificatives pour les compétitions européennes sont attribuées aux cinq équipes les mieux classées, ainsi qu'au vainqueur de la coupe nationale.
Trois places sont qualificatives pour la Ligue des champions de l'UEFA 2022-2023, qui sont attribuées aux trois premiers, deux pour la phase de groupe, l'autre donnant accès au troisième tour de qualification pour non-champions.
Deux autres places donnent accès, pour les équipes classées 4e et 5e, à la Ligue Europa Conférence 2022-2023, respectivement pour les troisième et deuxième tours de qualification. Une dernière place pour la Ligue Europa 2022-2023 est attribuée au vainqueur de la Taça de Portugal 2021-2022, qui lui donne un accès direct à la phase de groupe.

Si le vainqueur de la coupe nationale est également qualifié pour la Ligue des Champions, alors son accès direct à la phase de groupe de la Ligue Europa est attribué à l'équipe classée en 4e position. Ceci décale l'ordre d'attribution des places qualificatives en Ligue Europa Conférence : le 5e accède donc au troisième tour de qualification et une place se libère pour le 6e, qui accède lui au deuxième tour de qualification.
À l'inverse, les clubs finissant aux 17e et 18e places sont relégués en Liga Portugal 2 SABSEG 2022-2023. Le 16e dispute un barrage de maintien/relégation pour tenter de se maintenir.

### Critères de départage
Chaque équipe reçoit trois points pour une victoire, un pour un match nul et aucun en cas de défaite.
Durant la compétition
- Il est important de préciser que pour établir le classement journée par journée, les critères appliqués pour le départage des clubs sont les suivants :

1. Plus grand nombre de points obtenus par les clubs à égalité, en confrontation directe
2. Plus grande différence de buts particulière entre les clubs à égalité
3. Plus grand nombre de buts marqués à l'extérieur entre les clubs à égalité, en confrontation directe
4. Plus grande différence de buts sur l'ensemble de la compétition
5. Plus grand nombre de victoires sur l'ensemble de la compétition
6. Plus grand nombre de buts marqués sur l'ensemble de la compétition

- Si les deux matches (aller et retour) entre les équipes à égalités n'ont pas encore été joués, les critères 2. et 3. qui sont prévus ne seront pas appliqués.
- Si malgré tout, après avoir appliqué les précédents critères, il subsiste deux clubs ou plus en situation d'égalité, il est alors attribué à tous la même position dans le classement.

À l'issue du championnat
- La Ligue Portugaise de Football Professionnel (LPFP) a déterminé que le départage des équipes se retrouvant avec égalité de nombre de points, se fait comme suit, selon l'ordre de priorité :

1. Plus grand nombre de points obtenus par les clubs à égalité, en confrontation directe
2. Plus grande différence de buts particulière entre les clubs à égalité
3. Plus grand nombre de buts marqués à l'extérieur entre les clubs à égalité, en confrontation directe
4. Plus grande différence de buts sur l'ensemble de la compétition
5. Plus grand nombre de victoires sur l'ensemble de la compétition
6. Plus grand nombre de buts marqués sur l'ensemble de la compétition

- Si, malgré l'application successive de tous les critères établis dans l'article ci-dessus, il subsiste encore une situation d'égalité, le départage se fait comme suit :

En cas d'égalité entre deux clubs, seulement :
1. Réaliser un match d'appui entre les deux clubs, sur terrain neutre désigné par la LPFP
2. Si, à la fin du temps réglementaire, l'égalité subsiste, une période de prolongation de trente minutes, divisée en deux périodes de quinze minutes chacune, sera alors accordée
3. S'il subsiste encore une situation d'égalité à la fin de la période de prolongation, la désignation du vainqueur se fera par le biais d'une séance de tirs au but, en accord avec les Lois du Jeu

En cas d'égalité entre plus de deux clubs :
1. Réaliser une compétition en toute ronde simple, sur terrain neutre, pour désigner le vainqueur
2. Si, à la fin de cette compétition, aucun vainqueur n'a été désigné, et qu'il reste deux équipes ou plus en situation d'égalité, procéder alors au départage en reprenant tous les critères depuis le début

Source : ligaportugal.pt

## Les clubs participants
| Club                 | Se maintient depuis | Budget en M€ | Classement 2020-2021 | Entraîneur          | Depuis | Stade                         | Capacité théorique | Ville                   | Nombre de saison en Liga NOS |
| -------------------- | ------------------- | ------------ | -------------------- | ------------------- | ------ | ----------------------------- | ------------------ | ----------------------- | ---------------------------- |
| Sporting CP          | 1934                | -            | 1er                  | Rúben Amorim        | 2020   | Estádio José Alvalade XXI     | 50 095             | Lisbonne                | 88                           |
| FC Porto             | 1934                | -            | 2e                   | Sérgio Conceição    | 2017   | Estádio do Dragão             | 50 033             | Porto                   | 88                           |
| SL Benfica           | 1934                | -            | 3e                   | Nélson Veríssimo    | 2021   | Estádio da Luz                | 65 647             | Lisbonne                | 88                           |
| SC Braga             | 1974                | -            | 4e                   | Carlos Carvalhal    | 2020   | Estádio Municipal de Braga    | 30 286             | Braga                   | 66                           |
| FC Paços de Ferreira | 2019                | -            | 5e                   | Jorge Simão         | 2021   | Estádio da Mata Real          | 9 077              | Paços de Ferreira       | 23                           |
| CD Santa Clara       | 2018                | -            | 6e                   | Daniel Ramos        | 2020   | Estádio de São Miguel         | 13 277             | Ponta Delgada           | 7                            |
| Moreirense FC        | 2014                | -            | 8e                   | Vasco Seabra        | 2020   | Parque J. de Almeida Freitas  | 6 153              | Moreira de Cónegos (pt) | 12                           |
| Vitória Guimarães    | 2007                | -            | 7e                   | Pepa                | 2021   | Estádio D. Afonso Henriques   | 30 000             | Guimarães               | 77                           |
| FC Famalicão         | 2019                | -            | 9e                   | Ivo Vieira          | 2021   | Estádio Municipal 22 de Junho | 8 000              | Vila Nova de Famalicão  | 9                            |
| B-SAD                | 2018                | -            | 10e                  | Petit               | 2020   | Estádio do Jamor              | 37 593             | Oeiras                  | 4                            |
| Gil Vicente FC       | 2019                | -            | 11e                  | Ricardo Soares      | 2020   | Estádio Cidade de Barcelos    | 12 568             | Barcelos                | 21                           |
| CD Tondela           | 2015                | -            | 12e                  | Pako Ayestarán      | 2020   | Estádio João Cardoso          | 5 000              | Tondela                 | 7                            |
| Boavista FC          | 2014                | -            | 13e                  | João Pedro Sousa    | 2021   | Estádio do Bessa XXI          | 28 263             | Porto                   | 59                           |
| Portimonense SC      | 2017                | -            | 14e                  | Paulo Sérgio        | 2020   | Estádio do Portimão           | 9 200              | Portimão                | 19                           |
| CS Marítimo          | 1985                | -            | 15e                  | Julio Velázquez     | 2021   | Estádio dos Barreiros         | 10 600             | Funchal                 | 42                           |
| GD Estoril-Praia     | 2021                | -            | 1er (D2)             | Bruno Pinheiro      | 2020   | Stade António Coimbra da Mota | 8 015              | Estoril                 | -                            |
| FC Vizela            | 2021                | -            | 2e (D2)              | Álvaro Pacheco      | 2019   | Estádio do FC Vizela          | 6 000              | Vizela                  | -                            |
| FC Arouca            | 2021                | -            | 3e (D2)              | Armando Evangelista | 2020   | Estádio Municipal de Arouca   | 5 000              | Arouca                  | -                            |

| \| Marítimo \| Clubs participants de l'île de Madère. |
| Marítimo                                              |

| \| Santa Clara \| Club participant de l'archipel des Açores. |
| Santa Clara                                                  |

| \| Arouca B-SAD SL Benfica Boavista Braga Famalicão Gil Vicente Moreirense P. Ferreira Portimonense SC FC Porto Vizela Sporting CP Tondela V. Guimarães Estoril \| Clubs participants du Portugal Continental. |
| Arouca B-SAD SL Benfica Boavista Braga Famalicão Gil Vicente Moreirense P. Ferreira Portimonense SC FC Porto Vizela Sporting CP Tondela V. Guimarães Estoril                                                   |

## Compétition

### Classement
| Rang | Équipe               | Pts | J  | G  | N  | P  | Bp | Bc | Diff |
| ---- | -------------------- | --- | -- | -- | -- | -- | -- | -- | ---- |
| 1    | FC Porto C           | 91  | 34 | 29 | 4  | 1  | 86 | 22 | +64  |
| 2    | Sporting CP T S L    | 85  | 34 | 27 | 4  | 3  | 73 | 23 | +50  |
| 3    | SL Benfica           | 74  | 34 | 23 | 5  | 6  | 78 | 30 | +48  |
| 4    | SC Braga             | 65  | 34 | 19 | 8  | 7  | 52 | 31 | +21  |
| 5    | Gil Vicente FC       | 51  | 34 | 13 | 12 | 9  | 47 | 42 | +5   |
| 6    | Vitória Guimarães    | 48  | 34 | 13 | 9  | 12 | 50 | 41 | +9   |
| 7    | CD Santa Clara       | 40  | 34 | 9  | 13 | 12 | 38 | 54 | -16  |
| 8    | FC Famalicão         | 39  | 34 | 9  | 12 | 13 | 45 | 51 | -6   |
| 9    | GD Estoril-Praia P   | 39  | 34 | 9  | 12 | 13 | 36 | 43 | -7   |
| 10   | CS Maritimo          | 38  | 34 | 9  | 11 | 14 | 39 | 44 | -5   |
| 11   | Boavista FC          | 38  | 34 | 7  | 17 | 10 | 39 | 52 | -13  |
| 12   | Portimonense FC      | 38  | 34 | 10 | 8  | 16 | 31 | 45 | -14  |
| 13   | FC Paços de Ferreira | 38  | 34 | 9  | 11 | 14 | 29 | 44 | -15  |
| 14   | FC Vizela P          | 33  | 34 | 7  | 12 | 15 | 37 | 58 | -21  |
| 15   | FC Arouca P          | 31  | 34 | 7  | 10 | 17 | 30 | 54 | -24  |
| 16   | Moreirense FC        | 29  | 34 | 7  | 8  | 19 | 33 | 51 | -18  |
| 17   | CD Tondela           | 28  | 34 | 7  | 7  | 20 | 41 | 67 | -26  |
| 18   | Belenenses SAD       | 26  | 34 | 5  | 11 | 18 | 23 | 55 | -32  |

Qualifications européennes
Ligue des champions 2022-2023
- 1er et 2e : Phase de groupes
- 3e : 3e tour de qualification pour non-champions

Ligue Europa 2022-2023
- 4e : Phase de groupes

Ligue Europa Conférence 2022-2023
- 5e: 3e tour de qualification
- 6e : 2e tour de qualification

Relégations
- 16e : Barrages de relégation
- 17e et 18e : Relégation en Liga Portugal 2 SABSEG 2022-2023

Abréviations
- T : Tenant du titre 2020-2021
- P : Promus de Liga Pro 2020-2021
- S : Vainqueur de la Supertaça de Portugal 2021
- C : Vainqueur de la Taça de Portugal 2021-2022
- L : Vainqueur de la Taça da Liga 2021-2022

Source : ligaportugal.pt.
| Résultats (▼dom., ►ext.)                                   | POR | SPO | BEN | BRA | GIL | VSC | EST | PTM | MAR | STA | VIZ | PAC | TON | BOA | ARO | FAM | MOR | BEL |
| FC Porto                                                   |     | 2-2 | 3-1 | 1-0 | 1-1 | 2-1 | 2-0 | 7-0 | 2-1 | 3-0 | 4-2 | 2-1 | 4-0 | 4-1 | 3-0 | 3-1 | 5-0 | 2-0 |
| Sporting CP                                                | 1-1 |     | 0-2 | 1-2 | 4-1 | 1-0 | 3-0 | 3-2 | 1-0 | 4-0 | 3-0 | 2-0 | 2-0 | 2-0 | 2-0 | 2-0 | 1-0 | 2-0 |
| SL Benfica                                                 | 0-1 | 1-3 |     | 6-1 | 1-2 | 3-0 | 2-1 | 0-1 | 7-1 | 2-1 | 1-1 | 2-0 | 2-1 | 3-1 | 2-0 | 0-0 | 1-1 | 3-1 |
| SC Braga                                                   | 1-0 | 1-1 | 3-2 |     | 0-1 | 0-0 | 2-0 | 3-0 | 0-1 | 0-0 | 4-1 | 2-1 | 3-1 | 2-2 | 1-0 | 2-2 | 2-0 | 1-0 |
| Gil Vicente FC                                             | 1-2 | 0-3 | 0-2 | 0-1 |     | 3-2 | 0-0 | 1-0 | 1-1 | 2-2 | 2-2 | 1-1 | 3-0 | 3-0 | 1-1 | 4-0 | 1-2 | 2-0 |
| Vitória Guimarães                                          | 0-1 | 1-3 | 1-3 | 2-1 | 5-0 |     | 3-1 | 0-1 | 2-1 | 1-1 | 4-0 | 4-0 | 5-2 | 1-1 | 1-3 | 2-1 | 2-1 | 0-0 |
| GD Estoril-Praia                                           | 2-3 | 0-1 | 1-1 | 0-0 | 2-2 | 0-0 |     | 2-0 | 2-1 | 2-2 | 1-2 | 0-0 | 1-0 | 2-3 | 1-2 | 2-2 | 1-0 | 2-2 |
| Portimonense SC                                            | 0-3 | 2-3 | 1-2 | 1-2 | 0-1 | 1-1 | 0-2 |     | 1-2 | 2-1 | 0-0 | 0-1 | 1-2 | 1-1 | 1-1 | 1-0 | 1-0 | 2-0 |
| CS Marítimo                                                | 1-1 | 1-1 | 0-1 | 0-2 | 1-2 | 0-1 | 0-0 | 0-1 |     | 4-1 | 2-0 | 2-0 | 1-3 | 4-0 | 2-2 | 0-1 | 0-0 | 1-1 |
| CD Santa Clara                                             | 0-3 | 3-2 | 0-5 | 1-1 | 1-0 | 1-0 | 2-0 | 1-1 | 2-2 |     | 3-1 | 2-0 | 2-2 | 2-1 | 2-1 | 0-2 | 2-2 | 0-0 |
| FC Vizela                                                  | 0-4 | 0-2 | 0-1 | 0-1 | 0-1 | 3-2 | 1-1 | 1-1 | 1-1 | 1-1 |     | 1-1 | 2-1 | 1-1 | 2-1 | 1-1 | 0-1 | 2-0 |
| FC Paços de Ferreira                                       | 2-4 | 0-2 | 0-2 | 0-0 | 0-1 | 1-2 | 1-3 | 1-1 | 2-0 | 2-1 | 2-1 |     | 1-1 | 1-1 | 0-0 | 2-0 | 2-1 | 2-2 |
| CD Tondela                                                 | 1-3 | 1-3 | 1-3 | 0-1 | 0-3 | 1-1 | 1-2 | 0-3 | 4-2 | 3-0 | 2-3 | 0-1 |     | 2-2 | 2-2 | 3-2 | 2-1 | 1-1 |
| Boavista FC                                                | 0-1 | 0-3 | 2-2 | 1-1 | 1-1 | 1-1 | 1-1 | 1-1 | 1-1 | 2-0 | 2-2 | 3-0 | 1-1 |     | 1-0 | 2-5 | 1-0 | 0-0 |
| FC Arouca                                                  | 0-2 | 1-2 | 0-2 | 0-6 | 2-1 | 2-2 | 0-2 | 1-0 | 0-3 | 1-1 | 1-4 | 0-1 | 2-0 | 2-1 |     | 2-1 | 1-1 | 0-0 |
| FC Famalicão                                               | 1-2 | 1-1 | 1-4 | 3-2 | 2-2 | 1-2 | 3-1 | 0-3 | 0-0 | 0-0 | 1-1 | 0-0 | 2-1 | 1-2 | 0-0 |     | 5-0 | 1-0 |
| Moreirense FC                                              | 0-1 | 0-2 | 1-2 | 2-3 | 2-2 | 0-1 | 1-0 | 0-1 | 0-1 | 0-2 | 4-1 | 1-1 | 2-0 | 1-2 | 2-1 | 2-2 |     | 4-1 |
| Belenenses SAD                                             | 1-4 | 1-4 | 0-7 | 0-1 | 1-1 | 1-0 | 0-1 | 2-0 | 1-2 | 2-1 | 1-0 | 0-2 | 0-2 | 0-0 | 2-1 | 2-3 | 1-1 |     |
| - Victoire à domicile - Match nul - Victoire à l'extérieur |     |     |     |     |     |     |     |     |     |     |     |     |     |     |     |     |     |     |

### Barrages de relégation
Le barrage de relégation se déroule sur deux matchs et oppose le seizième de Liga Portugal au troisième de Liga Portugal 2. Le vainqueur de ce barrage obtient une place pour le championnat du Portugal 2022-2023 tandis que le perdant va en Liga Portugal 2.
| Match aller                   | GD Chaves (D2)                       | 2 - 0   | (D1) Moreirense | Estádio Municipal Engenheiro Manuel Branco Teixeira, Chaves |                                             |
| Samedi 21 mai 2022 20:00 WEST | João Teixeira 15e · João Correia 67e | (1 - 0) |                 | Spectateurs : 4 416 Arbitrage : Hugo Miguel                 | Spectateurs : 4 416 Arbitrage : Hugo Miguel |
| Samedi 21 mai 2022 20:00 WEST | Rapport                              |         |                 | Spectateurs : 4 416 Arbitrage : Hugo Miguel                 | Spectateurs : 4 416 Arbitrage : Hugo Miguel |

| Match retour                  | Moreirense (D1) | 1 - 0   | (D2) GD Chaves | Parque Moreira de Cónegos, Guimarães          |                                               |
| Samedi 28 mai 2022 20:00 WEST | Paulinho 25e    | (1 - 0) |                | Spectateurs : 4 051 Arbitrage : António Nobre | Spectateurs : 4 051 Arbitrage : António Nobre |
| Samedi 28 mai 2022 20:00 WEST | Rapport         |         |                | Spectateurs : 4 051 Arbitrage : António Nobre | Spectateurs : 4 051 Arbitrage : António Nobre |

- GD Chaves remporte les barrages avec un score cumulé de 2 à 1 et monte en première division.

## Bilan de la saison
| Championnat du Portugal de football 2021-2022          |                      |
| Champion                                               | FC Porto (30e titre) |
| Dauphin                                                | Sporting CP          |
| Coupes et trophées                                     |                      |
| Vainqueur de la Coupe de la Ligue portugaise 2021-2022 | Sporting CP          |
| Qualifications continentales                           |                      |
| Ligue des champions de l'UEFA 2022-2023                | FC Porto             |
| Ligue des champions de l'UEFA 2022-2023                | Sporting CP          |
| Ligue des champions de l'UEFA 2022-2023                | SL Benfica           |
| Ligue Europa 2022-2023                                 | SC Braga             |
| Ligue Europa Conférence 2022-2023                      | Gil Vicente FC       |
| Ligue Europa Conférence 2022-2023                      | Vitoria Guimarães    |
| Promotions et relégations                              |                      |
| Promus en Liga Portugal Bwin                           | Rio Ave              |
| Promus en Liga Portugal Bwin                           | Casa Pia             |
| Promus en Liga Portugal Bwin                           | GD Chaves            |
| Relégués en Liga Portugal 2 SABSEG                     | CD Tondela           |
| Relégués en Liga Portugal 2 SABSEG                     | Belenenses SAD       |
| Relégués en Liga Portugal 2 SABSEG                     | Moreirense           |